# Município de White Oak (condado de Carteret, Carolina do Norte)
Localização da Carolina do Norte nos E.U.A.
O município de White Oak (em inglês: White Oak Township) é um localização localizado no  condado de Carteret no estado estadounidense da Carolina do Norte. No ano 2010 tinha uma população de 12.942 habitantes.

## Geografia
O município de White Oak encontra-se localizado nas coordenadas 34° 42′ 22,58″ N, 77° 02′ 28,81″ O.